# ویره‌ای جنوبی
ویره‌ای جنوبی (نام علمی: Austrobaileya scandens) نام یک گونه از division سرخس است.